# Phổ tán sắc năng lượng tia X

Nguyên lý của phép phân tích EDX: Khi chùm điện tử có năng lượng cao tương tác với các lớp vỏ điện tử bên trong của nguyên tử vật rắn, phổ tia X đặc trưng sẽ được ghi nhận.

Phổ tán xạ năng lượng tia X hay Phổ tán sắc năng lượng là kỹ thuật phân tích thành phần hóa học của vật rắn dựa vào việc ghi lại phổ tia X phát ra từ vật rắn do tương tác với các bức xạ (mà chủ yếu là chùm điện tử có năng lượng cao trong các kính hiển vi điện tử). Trong các tài liệu khoa học, kỹ thuật này thường được viết tắt là EDX hay EDS xuất phát từ tên gọi tiếng Anh Energy-dispersive X-ray spectroscopy.

## Nguyên lý của EDX

Sơ đồ nguyên lý của hệ ghi nhận tín hiệu phổ EDX trong TEM.

Kỹ thuật EDX chủ yếu được thực hiện trong các kính hiển vi điện tử ở đó, ảnh vi cấu trúc vật rắn được ghi lại thông qua việc sử dụng chùm điện tử có năng lượng cao tương tác với vật rắn. Khi chùm điện tử có năng lượng lớn được chiếu vào vật rắn, nó sẽ đâm xuyên sâu vào nguyên tử vật rắn và tương tác với các lớp điện tử bên trong của nguyên tử. Tương tác này dẫn đến việc tạo ra các tia X có bước sóng đặc trưng tỉ lệ với nguyên tử số (Z) của nguyên tử theo định luật Mosley: 
{\displaystyle f=\nu ={\frac {m_{e}q_{e}^{4}}{8h^{3}\epsilon _{0}^{2}}}\left({\frac {3}{4}}\right)(Z-1)^{2}=(2.48*10^{15}\ \mathrm {Hz} )(Z-1)^{2}\,}
Có nghĩa là, tần số tia X phát ra là đặc trưng với nguyên tử của mỗi chất có mặt trong chất rắn. Việc ghi nhận phổ tia X phát ra từ vật rắn sẽ cho thông tin về các nguyên tố hóa học có mặt trong mẫu đồng thời cho các thông tin về tỉ phần các nguyên tố này (xem chi tiết về cơ chế tạo tia X).
Có nhiều thiết bị phân tích EDX nhưng chủ yếu EDX được phát triển trong các kính hiển vi điện tử, ở đó các phép phân tích được thực hiện nhờ các chùm điện tử có năng lượng cao và được thu hẹp nhờ hệ các thấu kính điện từ. Phổ tia X phát ra sẽ có tần số (năng lượng photon tia X) trải trong một vùng rộng và được phân tích nhờ phổ kế tán sắc năng lượng do đó ghi nhận thông tin về các nguyên tố cũng như thành phần. Kỹ thuật EDX được phát triển từ những năm 1960s và thiết bị thương phẩm xuất hiện vào đầu những năm 1970s với việc sử dụng detector dịch chuyển Si, Li hoặc Ge.

## Kỹ thuật ghi nhận và độ chính xác của EDX

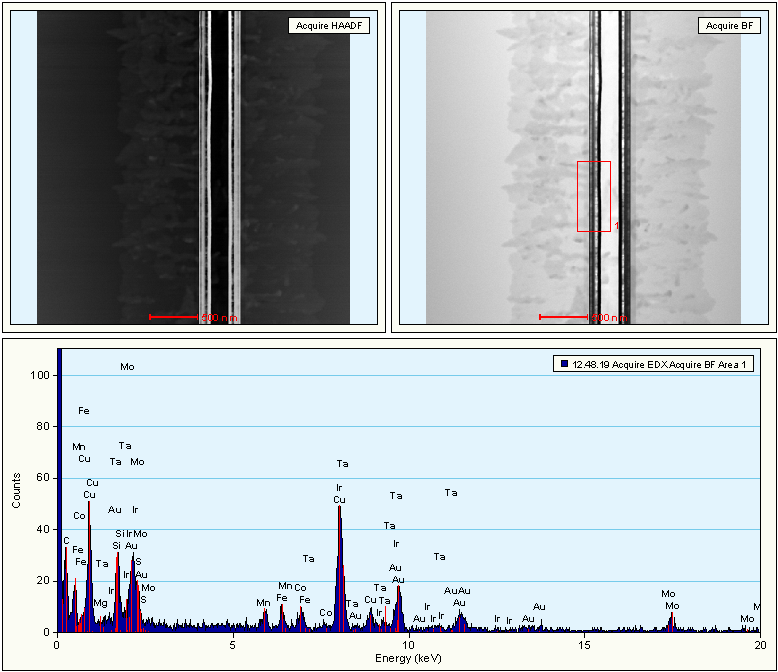
Phổ tán sắc năng lượng tia X mẫu màng mỏng, ghi nhận trên kính hiển vi điện tử truyền qua FEI Tecnai TF20.

Tia X phát ra từ vật rắn (do tương tác với chùm điện tử) sẽ có năng lượng biến thiên trong dải rộng, sẽ được đưa đến hệ tán sắc và ghi nhận (năng lượng) nhờ detector dịch chuyển (thường là Si, Ge, Li...) được làm lạnh bằng nitơ lỏng, là một con chip nhỏ tạo ra điện tử thứ cấp do tương tác với tia X, rồi được lái vào một anốt nhỏ. Cường độ tia X tỉ lệ với tỉ phần nguyên tố có mặt trong mẫu. Độ phân giải của phép phân tích phụ thuộc vào kích cỡ chùm điện tử và độ nhạy của detector (vùng hoạt động tích cực của detector).
Độ chính xác của EDX ở cấp độ một vài phần trăm (thông thường ghi nhận được sự có mặt của các nguyên tố có tỉ phần cỡ 3-5% trở lên). Tuy nhiên, EDX tỏ ra không hiệu quả với các nguyên tố nhẹ (ví dụ B, C...) và thường xuất hiện hiệu ứng trồng chập các đỉnh tia X của các nguyên tố khác nhau (một nguyên tố thường phát ra nhiều đỉnh đặc trưng Kα, Kβ..., và các đỉnh của các nguyên tố khác nhau có thể chồng chập lên nhau gây khó khăn cho phân tích).

## Những biến thể của EDX
- Phổ điện tử Auger (Auger Electron Spectroscopy (AES)): thay vì phát ra các tia X đặc trưng, khi các điện tử có năng lượng lớn tương tác với lớp điện tử sâu bên trong sẽ khiến một số điện tử lớp phía ngoài bị bật ra tạo ra phổ AES.
- Phổ huỳnh quang tia X (X-ray Photoelectron Spectroscopy (XPS)): tương tác giữa điện tử và chất rắn gây phát ra phổ huỳnh quang của tia X, có thêm các thông tin về năng lượng liên kết.
- Phổ tán sắc bước sóng tia X (Wavelength-Dispersive X-ray Spectroscopy (WDS)): tương tự như phổ EDX nhưng có độ tinh cao hơn, có thêm thông tin về các nguyên tố nhẹ, nhưng lại có khả năng loại nhiễu tốt hơn EDS và chỉ phân tích được một nguyên tố cho một lần ghi phổ.